# The System Has Failed World Tour
The System Has Failed World Tour o también llamado Blackmail The Universe Tour fue una gira mundial realizada por la banda de Thrash metal Megadeth durante el periodo del 2004 hasta el 2006.

## Historia
Esta gira sirvió para promocionar el álbum The System Has Failed publicado en 2004. Dentro de las muchas anécdotas de este disco se pueden destacar que este disco originalmente iba a ser lanzado como un disco solista de Dave Mustaine con su proyecto solista MD.45 pero debido a problemas contractuales con la discográfica Sanctuary Records lo tuvo que lanzar bajo el nombre de Megadeth. Previo a la grabación de este disco Mustaine sufrió una la pérdida de la movilidad del nervio de su brazo izquierdo tras quedarse dormido encima de su brazo, tras esto Mustaine decidió disolver el grupo momentáneamente.
Esta gira sería la primera sin el bajista y cofundador de Megadeth David Ellefson, luego de 19 años en la banda, luego de la lesión de Mustaine este no tenía planeado reformar la banda en un principio sino más bien trabajar en su proyecto solista, pero debido a que tuvo que lanzar el disco bajo el nombre Megadeth, el disco se lanzó con los músicos que Mustaine escogió para su álbum solista que serían, el bajista Jimmie Sloas, el baterista Vinnie Colaiuta y el guitarrista Chris Poland, este último fue el guitarrista de Megadeth entre 1985-1987 grabando los 2 primeros discos de Megadeth.
Para la gira Mustaine quería traer a la formación más popular de Megadeth, ya que el tenía planificado que esta sería la última gira de Megadeth por lo que empezó negociaciones con Marty Friedman, Nick Menza y David Ellefson pero no se pudo llegar a un acuerdo con Friedman mientras que Ellefson, quien demandó a Mustaine por un porcentaje en los derechos del nombre de Megadeth, ya que él fue el primer miembro oficial de la banda y había estado en ella desde el primer día, demanda que al final Ellefson perdió y como consecuencia no regresó a la banda; fue así como Megadeth inició la gira con el guitarrista Glen Drover exmiembro de King Diamond, el bajista James MacDonough y Nick Menza en la batería, pero debido a que Menza no estaba físicamente en condiciones de hacer una gira mundial, Mustaine decidió nuevamente despedirlo, fue así como sería reemplazado por el hermano de Glen Drover Shawn Drover exmiembro de Eidolon banda en donde había tocado con su hermano anteriormente. Durante la presentación en 2005 de Megadeth en Buenos Aires, Argentina Mustaine al darse cuenta de la importancia de Megadeth para sus fanes en todo el mundo, anunció en dicho concierto, que esta no sería la gira final de Megadeth y que continuaría al frente de ella. Este concierto sería grabado y publicado en el posterior DVD titulado That One Night: Live in Buenos Aires.

## Fechas
| 23 de octubre de 2004   | Reno                 | Estados Unidos         | Reno Hilton Outdoor Amphitheater               |
| 24 de octubre de 2004   | Las Vegas            | Estados Unidos         | The Joint at Hard Rock Hotel                   |
| 25 de octubre de 2004   | Anaheim              | Estados Unidos         | The Grove of Anaheim                           |
| 26 de octubre de 2004   | San Diego            | Estados Unidos         | 4th & B                                        |
| 28 de octubre de 2004   | San Francisco        | Estados Unidos         | The Warfield                                   |
| 29 de octubre de 2004   | Los Ángeles          | Estados Unidos         | Hollywood Palladium                            |
| 30 de octubre de 2004   | Phoenix              | Estados Unidos         | 98KUPD Big Red Night of the Dead               |
| 31 de octubre de 2004   | Tucson               | Estados Unidos         | Anselmo Valencia Amphitheater                  |
| 2 de noviembre de 2004  | Denver               | Estados Unidos         | Fillmore Auditorium                            |
| 4 de noviembre de 2004  | Milwaukee            | Estados Unidos         | The Rave                                       |
| 5 de noviembre de 2004  | Sauget               | Estados Unidos         | Pop's                                          |
| 6 de noviembre de 2004  | Fort Wayne           | Estados Unidos         | Piere's Entertainment Center                   |
| 7 de noviembre de 2004  | Cleveland            | Estados Unidos         | The Odeon                                      |
| 9 de noviembre de 2004  | Washington           | Estados Unidos         | Nation                                         |
| 10 de noviembre de 2004 | Nueva York           | Estados Unidos         | Roseland Ballroom                              |
| 12 de noviembre de 2004 | Filadelfia           | Estados Unidos         | Electric Factory                               |
| 13 de noviembre de 2004 | Boston               | Estados Unidos         | Avalon                                         |
| 14 de noviembre de 2004 | Metrópolis           | Canadá                 | Metropolis                                     |
| 16 de noviembre de 2004 | Toronto              | Canadá                 | Kool Haus                                      |
| 17 de noviembre de 2004 | Detroit              | Estados Unidos         | State Theatre                                  |
| 18 de noviembre de 2004 | Grand Rapids         | Estados Unidos         | The Orbit Room                                 |
| 19 de noviembre de 2004 | Chicago              | Estados Unidos         | Riviera Theatre                                |
| 21 de noviembre de 2004 | Winnipeg             | Canadá                 | Burton Cummings Theatre                        |
| 22 de noviembre de 2004 | Regina               | Canadá                 | Doris Knight Hall                              |
| 23 de noviembre de 2004 | Edmonton             | Canadá                 | Red's-West Edmonton Mall                       |
| 26 de noviembre de 2004 | Vancouver            | Canadá                 | Commodore Ballroom                             |
| 27 de noviembre de 2004 | Seattle              | Estados Unidos         | The Moore Theatre                              |
| 28 de noviembre de 2004 | Spokane              | Estados Unidos         | Big Easy                                       |
| 29 de noviembre de 2004 | Portland             | Estados Unidos         | Roseland Theater                               |
| 20 de enero de 2005     | Anaheim              | Estados Unidos         | Hilton Anaheim                                 |
| Europa                  |                      |                        |                                                |
| 1 de febrero de 2005    | Dublín               | Irlanda                | Ambassador Theatre                             |
| 2 de febrero de 2005    | Belfast              | Irlanda del Norte      | Ulster Hall                                    |
| 3 de febrero de 2005    | Glasgow              | Escocia                | Carling Academy Glasgow                        |
| 4 de febrero de 2005    | Birmingham           | Inglaterra             | Carling Academy                                |
| 5 de febrero de 2005    | Nottingham           | Inglaterra             | Rock City                                      |
| 7 de febrero de 2005    | Mánchester           | Inglaterra             | Manchester Academy 1, University of Manchester |
| 8 de febrero de 2005    | Londres              | Inglaterra             | Astoria Theatre                                |
| 9 de febrero de 2005    | Londres              | Inglaterra             | Astoria Theatre                                |
| 10 de febrero de 2005   | Borgerhout           | Bélgica                | Hof Ter Lo                                     |
| 11 de febrero de 2005   | Tilburg              | Países Bajos           | Poppodium 013                                  |
| 13 de febrero de 2005   | Copenhague           | Dinamarca              | Vega                                           |
| 14 de febrero de 2005   | Oslo                 | Noruega                | Rockefeller Music Hall                         |
| 15 de febrero de 2005   | Estocolmo            | Suecia                 | Arenan/Fryshuset                               |
| 17 de febrero de 2005   | Hardenberg           | Países Bajos           | Poppodium                                      |
| 18 de febrero de 2005   | Luxemburgo           | Luxemburgo             | Den Atelier                                    |
| 19 de febrero de 2005   | Colonia              | Alemania               | Live Music Hall                                |
| 20 de febrero de 2005   | Munich               | Alemania               | Georg-Elser-Hallen                             |
| 21 de febrero de 2005   | Milán                | Italia                 | Alcatraz                                       |
| 23 de febrero de 2005   | Barcelona            | España                 | Razzmatazz                                     |
| 24 de febrero de 2005   | Vergara              | España                 | Sala Jam                                       |
| 25 de febrero de 2005   | Madrid               | España                 | Sala Macumba                                   |
| 26 de febrero de 2005   | Atarfe               | España                 | Atarfe Vega Rock                               |
| Asia                    |                      |                        |                                                |
| 2 de abril de 2005      | Tokio                | Japón                  | Tokyo Kousei Nenkin Kaikan                     |
| 3 de abril de 2005      | Kawasaki             | Japón                  | CLUB CITTA'                                    |
| 4 de abril de 2005      | Hiroshima            | Japón                  | Hiroshima Club Quattro                         |
| 6 de abril de 2005      | Fukuoka              | Japón                  | Zepp Fukuoka                                   |
| 8 de abril de 2005      | Nagoya               | Japón                  | Diamond Hall                                   |
| 9 de abril de 2005      | Osaka                | Japón                  | Zepp Osaka                                     |
| Oceania                 |                      |                        |                                                |
| 14 de abril de 2005     | Medan                | Australia              | The Arena                                      |
| 15 de abril de 2005     | Sídney               | Australia              | UNSW Roundhouse                                |
| 16 de abril de 2005     | Melbourne            | Australia              | Queensbridge Hotel                             |
| Europa                  |                      |                        |                                                |
| 3 de junio de 2005      | Ámsterdam            | Países Bajos           | Melkweg The Max                                |
| 4 de junio de 2005      | Burgum               | Países Bajos           | Wâldrock                                       |
| 6 de junio de 2005      | Stuttgart            | Alemania               | LKA Longhorn                                   |
| 7 de junio de 2005      | Dortmund             | Alemania               | Soundgarden                                    |
| 9 de junio de 2005      | Norje                | Suecia                 | Sweden Rock Festival                           |
| 10 de junio de 2005     | Castle Donington     | Inglaterra             | Download Festival                              |
| 11 de junio de 2005     | Tampere              | Finlandia              | Sauna Open Air                                 |
| 12 de junio de 2005     | Bologna              | Italia                 | Gods of Metal                                  |
| 14 de junio de 2005     | Belgrade             | Serbia                 | SKC Courtyard                                  |
| 15 de junio de 2005     | Bucharest            | Rumania                | Arenele Romane                                 |
| 17 de junio de 2005     | Atenas               | Grecia                 | Olympic Beach Volleyball Centre                |
| 18 de junio de 2005     | Thessaloniki         | Grecia                 | Moni Lazariston                                |
| 20 de junio de 2005     | Sofia                | Bulgaria               | Festivalna Hall                                |
| 21 de junio de 2005     | Estambul             | Turquía                | RockIstanbul                                   |
| 22 de junio de 2005     | Tel Aviv             | Israel                 | Metalist Festival                              |
| 24 de junio de 2005     | Dessel               | Bélgica                | Graspop Metal Meeting                          |
| 25 de junio de 2005     | Le Mans              | Francia                | Fury Fest                                      |
| 27 de junio de 2005     | Reykjavik            | Islandia               | Nasa                                           |
| Norteamérica            |                      |                        |                                                |
| 15 de julio de 2005     | Cadott (Wisconsin)   | Estados Unidos         | Rock Fest                                      |
| Suramérica              |                      |                        |                                                |
| 6 de octubre de 2005    | Santiago             | Chile                  | Court Central Anita Lizana                     |
| 8 de octubre de 2005    | Buenos Aires         | Argentina              | Plaza Francia                                  |
| 9 de octubre de 2005    | Buenos Aires         | Argentina              | Pepsi Music                                    |
| 11 de octubre de 2005   | São Paulo            | Brasil                 | Credicard Hall                                 |
| Norteamérica            |                      |                        |                                                |
| 15 de octubre de 2005   | San Juan             | Puerto Rico            | Coliseo José Miguel Agrelot                    |
| Asia                    |                      |                        |                                                |
| 16 de marzo de 2006     | Dubái                | Emiratos Árabes Unidos | Desert Rock Festival                           |
| Europa                  |                      |                        |                                                |
| 28 de julio de 2006     | Jerez de la Frontera | España                 | Metalẅay Festival Jerez de la Frontera         |
| 30 de julio de 2006     | Guernica             | España                 | Metalẅay Festival Gernika                      |
| Asia                    |                      |                        |                                                |
| 13 de octubre de 2006   | Kawasaki             | Japón                  | CLUB CITTA'                                    |
| 14 de octubre de 2006   | Chiba                | Japón                  | Loud Park                                      |
| 16 de octubre de 2006   | Osaka                | Japón                  | Zepp Osaka                                     |
| 17 de octubre de 2006   | Nagoya               | Japón                  | Zepp Nagoya                                    |

## Canciones tocadas en la gira
De  Killing Is My Business... And Business Is Good!:
- "Mechanix""
- "Rattlehead""

De  Peace Sells... But Who's Buying?:
- "Wake Up Dead"
- "Peace Sells"
- "Devil's Island
- "My Last Words"

De  So Far, So Good... So What!:
- "In My Darkest Hour"
- "Liar"
- "Set The World Afire"

De  Rust In Peace:
- "Holy Wars The Punishment Due"
- "Tornado of Souls"
- "Hangar 18"

De  Countdown To Extinction:
- "Skin o' My Teeth"
- "Symphony of Destruction"
- "Sweating Bullets"

De  Youthanasia:
- "Reckoning Day"
- "Train of Consequences"
- "A Tout Le Monde"

De  Hidden Treasures:
- "Angry Again"

De  Cryptic Writings:
- "She-Wolf"
- "Trust" (Cantada el verso en español en la etapa Suramericana)

De  Risk:
- "I'll Be There"

De  The World Needs a Hero:
- "Return to Hangar" (Tocada continuamente luego de Hangar 18)
- "Coming Home" (Durante la presentación en Argentina se cambió el nombre de "Arizona" por "Argentina" luego de pronunciar "Coming Home"

De  The System Has Failed:
- "Blackmail the Universe"
- "Die Dead Enough"
- "Something That I'm Not"
- "Kick the Chair"
- "The Scorpion"
- "Of Mice And Men"
- "Back In The Day"

## Personal
- Dave Mustaine: Guitarra, Voz
- Glen Drover: Guitarra, Coros
- James MacDonough: Bajo, Coros
- Nick Menza: Batería (2004)
- Shawn Drover: Batería, Coros (2004-)

## Páginas externas
- Wed Oficial

- Datos: Q78947731